# Нумерий Цестий
Нумерий Цестий (лат. Numerius Cestius) — римский политический деятель и сенатор середины I века.
С марта по апрель 55 года, в эпоху правления императора Нерона, Нумерий Цестий занимал должность консула-суффекта. Больше о нём ничего неизвестно.